# Sommet du G7 de 1987
Pour un article plus général, voir Sommet du G8.
Le sommet du G7 1987, 13e réunion du G7, réunissait les dirigeants des 7 pays démocratiques les plus industrialisés, ou G7, du  8 au 10 juin 1987, dans la ville italienne de Venise.

## Participants
| Participants au G7            |                                  |                     |                                       |
| Membre                        | Membre                           | Représenté par      | Fonction                              |
| Drapeau du Canada             | Canada                           | Brian Mulroney      | Premier ministre                      |
| Drapeau de la France          | France                           | François Mitterrand | Président                             |
| Drapeau de l'Allemagne        | Allemagne de l'Ouest (RFA)       | Helmut Kohl         | Chancelier                            |
| Drapeau de l'Italie           | Italie                           | Amintore Fanfani    | Président du Conseil                  |
| Drapeau du Japon              | Japon                            | Yasuhiro Nakasone   | Premier ministre                      |
| Drapeau du Royaume-Uni        | Royaume-Uni                      | Margaret Thatcher   | Premier ministre                      |
| Drapeau des États-Unis        | États-Unis                       | Ronald Reagan       | Président                             |
| Drapeau de l’Union européenne | Communauté économique européenne | Jacques Delors      | Président de la Commission européenne |
| Drapeau de l’Union européenne | Communauté économique européenne | Wilfried Martens    | Président du Conseil européen         |